# 迪亚天天超市

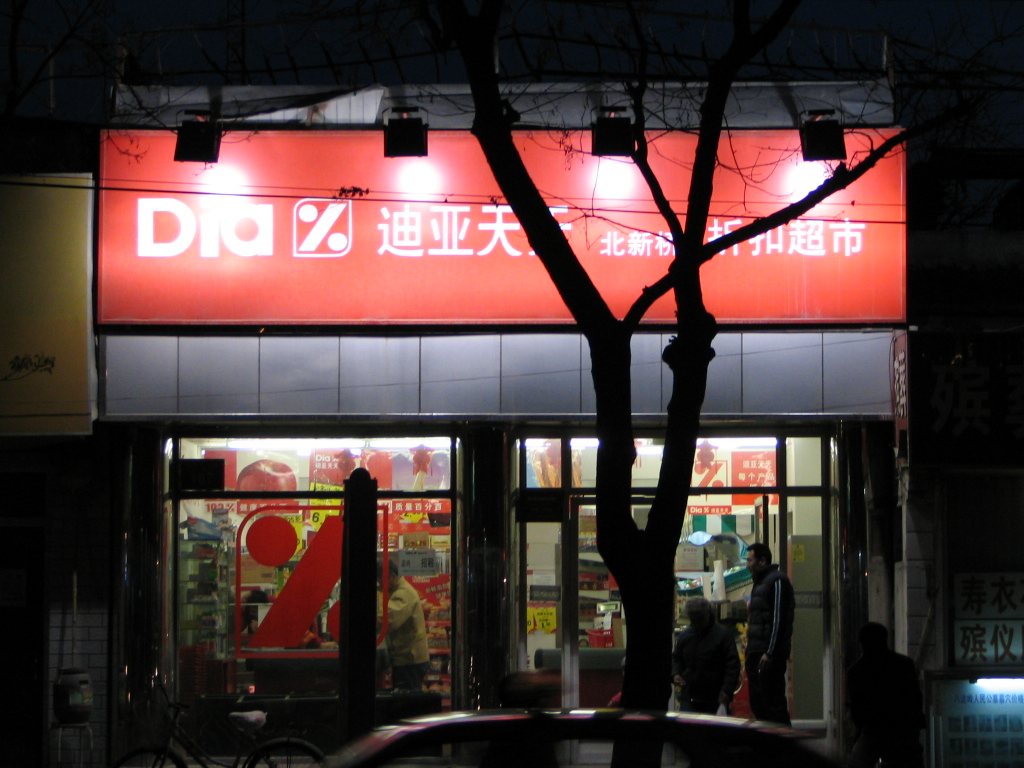
北京市的迪亚天天

迪亚天天超市（西班牙文：Distribuidora Internacional de Alimentación, S.A.）是一家總部位於西班牙拉斯罗萨斯-德马德里的國際連鎖超市。2012年在全球擁有6,914家商店，是歐洲第三大特价商品连锁超市。 自2013年開始掌管施萊克在西班牙和葡萄牙的的業務。

## 历史
該公司成立於1979年。2000年至2011年家樂福集團入股仅限法国部分，其他仍旧属于西班牙母公司。但在2012年1月2日於西班牙IBEX 35上市，家乐福出售所有其持有股份后退出。
迪亚天天于2003年进入中国市场，一度主要在上海经营。迪亚天天曾经在北京也设立过分店，但因业绩不佳已于2014年退出北京市场。
2018年4月4日蘇寧易購公布，已就收購迪亞天天超市中國100%股權事宜。迪亞在上海擁有約250萬會員，超過300家門店密集布於上海主城區，且基本均處於社區商圈，與蘇寧小店的社區定位一致。

## 外部連結
- DIA corporate （页面存档备份，存于）
- 迪亚天天折扣超市(上海)